# 리너
리너(중국어 간체자: 李讷, 정체자: 李訥, 병음: Lĭ Nè, 한자음: 이눌, 1940년 8월 3일  ~ )는 중화인민공화국의 정치인이다.

## 생애
리너는 1940년에 중국 공산당의 중화소비에트공화국의 공산주의 혁명 피난처가 된 산시성 옌안시에서 마오쩌둥과 장칭의 사이에서 태어났다. 1959년에는 베이징대의 역사학과에 입학을 하였다. 1965년에 졸업한 후에는 중국인민해방군의 기관지 <해방군보(解放軍報)>의 기자 등으로 근무하였으며, 문화 대혁명 때는 문혁 조반파로 '대자보' 활동을 하면서, 27살의 나이로 <해방군보>의 편집장이 되기도 하였다. 부친 마오쩌둥의 교육 담당 비서 중 하나로서 베이징 등지에서 근무 경력을 쌓았고, 문혁 기간에 상하이 코뮤니케 이후에는 1973년 이후로 베이징시 중공 부서기 등이 되면서 전국인민대표대회의 대표로 참가하였다. 문혁이 끝난 후에는 모친 장칭이 가택 연금에 처해진 뒤로 장칭의 곁에서 병 간호를 직접 맡아서 하였다. 1986년 이후에는 원자바오, 옌밍푸 등 중국 공산당의 정치인들과 함께 중국 공산당 중앙 판공청에서 근무하였고, 1990년까지 비서국 비서로 활동하였다.
리너는 1970년에 결혼한 이후에 한 차례 이혼을 하였고, 1987년에는 중국인민해방군의 전 장군, 중국 공산당의 전 경위국의 간부 출신의 13살 연상의 왕징칭(王景淸)과 재혼을 하였다. 남편 왕징칭은 2021년에 베이징에서 사망하였다.

## 관련 인물
- 두광: 베이징 대학 역사학과 1946학번 (전 중국 공산당 화북 인민혁명대학 교사, 전 중국공산당 중앙당교(전 중공 옌안 마르크스-레닌주의 학원) 교수, 중국 공산당 전 총서기 자오쯔양의 비서 바오퉁의 측근)
- 왕링윈: 베이징 대학 역사학과 1955학번  (반우파운동의 피해자, 중공의 전 학생 운동가 왕단의 모친)
- 후더핑: 베이징 대학 역사학과 1963학번 (동 학과에서 중공 당사 전공, 전 중국 공산당 총서기 후야오방의 아들)
- 에드거 스노: 중화소비에트공화국, 중화인민공화국의 전 영수 마오쩌둥 및 부인 장칭, 총리 저우언라이 등의 오랜 친구